# Флуренс
Флуре́нс (фр. Flourens, окс. Florenç) — коммуна во Франции, находится в регионе Юг — Пиренеи. Департамент — Верхняя Гаронна. Входит в состав кантона Тулуза-8. Округ коммуны — Тулуза.
Код INSEE коммуны — 31184.

## География
Коммуна расположена приблизительно в 590 км к югу от Парижа, в 10 км к востоку от Тулузы.
На севере коммуны протекает река Сейон.

## Климат
Климат умеренно-океанический. Зима мягкая и снежная, весна характеризуется сильными дождями и грозами, лето сухое и жаркое, осень солнечная. Преобладают сильные юго-восточные и северо-западные ветры.

## Население
Население коммуны на 2010 год составляло 1791 человек.
| 1962 | 1968 | 1975 | 1982 | 1990 | 1999 | 2010 |
| ---- | ---- | ---- | ---- | ---- | ---- | ---- |
| 348  | 424  | 592  | 930  | 1506 | 1794 | 1791 |

## Администрация
| Период | Период | Фамилия              | Партия                  | Примечания |
| ------ | ------ | -------------------- | ----------------------- | ---------- |
| 1989   | 2001   | Жан-Пьер Сюспен      |                         |            |
| 2001   | 2014   | Дидье Корт           | Социалистическая партия |            |
| 2014   | 2020   | Корин Виньон-Эстебан | Разные правые           |            |

## Экономика
В 2010 году среди 1184 человек трудоспособного возраста (15—64 лет) 874 были экономически активными, 310 — неактивными (показатель активности — 73,8 %, в 1999 году было 71,8 %). Из 874 активных жителей работали 816 человек (440 мужчин и 376 женщин), безработных было 58 (20 мужчин и 38 женщин). Среди 310 неактивных 127 человек были учениками или студентами, 113 — пенсионерами, 70 были неактивными по другим причинам.

## Достопримечательности
- Церковь Св. Мартина